# Lakki Marwat (distrikt)

Karta över Nordvästra Gränsprovinsen med distriktet Lakki Marwat markerat

Lakki Marwat (pashto/urdu: لکی مروت) är ett distrikt på pakistanskt federalt område, Nordvästra Gränsprovinsen. Administrativ huvudort är Lakki Marwat.